# Mosaic
El navegador Mosaic o NCSA Mosaic fue el primer navegador web gráfico disponible para visualizar páginas web en sistemas operativos como Mac, Windows u otros.
Este navegador web fue creado en enero de 1993, en el National Center for Supercomputing Applications (NCSA), por Marc Andreessen (que desarrolló parte del código, con la posibilidad de acceso a páginas en disco mediante protocolo file://) y Eric Bina. La primera versión (v1.0) funcionaba sobre sistemas Unix y fue liberada el 22 de abril de 1993, y fue tal su éxito que en agosto de 1993 se crearon versiones para Microsoft Windows y Macintosh.
Mosaic se convirtió, junto con ViolaWWW, en uno de los referentes clásicos de la tecnología World Wide Web; fue base para las primeras versiones de Mozilla Application Suite y Spyglass (luego adquirido por Microsoft y renombrado Internet Explorer).
Su funcionamiento en varios sistemas operativos (por aquel entonces Unix, Windows y Macintosh), su capacidad para acceder a servicios web mediante HTTP en su versión primitiva (HTTP 0.9) como la concibió Tim Berners-Lee, un cuidado aspecto gráfico (para aquel entonces), y la posibilidad de acceso adicional a Gopher, File Transfer Protocol (FTP) y Usenet News mediante NNTP, lo catapultan muy pronto a la popularidad en una incipiente Internet.
Mosaic era software con copyright de The Board of Trustees of the University of Illinois (UI).
La última versión para Windows, NCSA Mosaic v3.0, data de 1996. Nunca llegó a ser capaz de renderizar imágenes PNG, aunque si era capaz de hacerlo con JPEG y GIF. El lenguaje para documentos web que interpretaba se corresponde con HTML 2.
En enero de 1997 se abandonó oficialmente el desarrollo de este navegador para dar paso al desarrollo de Netscape Navigator, de la empresa Netscape Communications fundada por los mismos creadores de Mosaic.

## Historia
- Navegador web
- Tabla comparativa de navegadores web
- Mozilla Firefox
- Opera
- Konqueror